# Proevippa hirsuta
Proevippa hirsuta är en spindelart som först beskrevs av Anthony Russell-Smith 1981.  Proevippa hirsuta ingår i släktet Proevippa och familjen vargspindlar. Inga underarter finns listade i Catalogue of Life.